# Wiceprezydenci Zimbabwe

## Pierwsi Wiceprezydenci Zimbabwe
| Osoba                                                     | Osoba   | Osoba                         | Kadencja        | Kadencja         | Partia polityczna |
| #                                                         | Portret | Imię i Nazwisko               | Od              | Do               | Partia polityczna |
| --------------------------------------------------------- | ------- | ----------------------------- | --------------- | ---------------- | ----------------- |
| 1                                                         |         | Simon Muzenda (1922–2003)     | 31 grudnia 1987 | 20 września 2003 | ZANU–PF           |
| od 20 września 2003 do 6 grudnia 2004 wakat na stanowisku |         |                               |                 |                  |                   |
| 2                                                         |         | Joyce Mujuru (1955–)          | 6 grudnia 2004  | 8 grudnia 2014   | ZANU–PF           |
| od 8 do 12 grudnia 2014 wakat na stanowisku               |         |                               |                 |                  |                   |
| 3                                                         |         | Emmerson Mnangagwa (1942/46–) | 12 grudnia 2014 | 6 listopada 2017 | ZANU–PF           |
| od 6 listopada do 28 grudnia 2017 wakat na stanowisku     |         |                               |                 |                  |                   |
| 4                                                         |         | Constantino Chiwenga (1956–)  | 28 grudnia 2017 | nadal urzęduje   | ZANU–PF           |

## Drudzy Wiceprezydenci Zimbabwe
| Osoba                                                      | Osoba       | Osoba                          | Kadencja        | Kadencja          | Partia polityczna |
| #                                                          | Portret     | Imię i Nazwisko                | Od              | Do                | Partia polityczna |
| ---------------------------------------------------------- | ----------- | ------------------------------ | --------------- | ----------------- | ----------------- |
| 1                                                          |             | Joshua Nkomo (1917–1999)       | 31 grudnia 1987 | 1 lipca 1999      | ZANU–PF           |
| od 1 lipca do 23 grudnia 1999 wakat na stanowisku          |             |                                |                 |                   |                   |
| 2                                                          |             | Joseph Msika (1923–2009)       | 23 grudnia 1999 | 4 sierpnia 2009   | ZANU–PF           |
| od 4 sierpnia do 14 grudnia 2009 wakat na stanowisku       |             |                                |                 |                   |                   |
| 3                                                          |             | John Nkomo (1934–2013)         | 14 grudnia 2009 | 17 stycznia 2013  | ZANU–PF           |
| od 17 stycznia 2013 do 12 grudnia 2014 wakat na stanowisku |             |                                |                 |                   |                   |
| 4                                                          |             | Phelekezela Mphoko (1940–2024) | 12 grudnia 2014 | 27 listopada 2017 | ZANU–PF           |
| (4)                                                        | bezpartyjny | Phelekezela Mphoko (1940–2024) | 12 grudnia 2014 | 27 listopada 2017 |                   |
| od 27 listopada do 28 grudnia 2017 wakat na stanowisku     |             |                                |                 |                   |                   |
| 5                                                          |             | Kembo Mohadi (1949–)           | 28 grudnia 2017 | 1 marca 2021      | ZANU–PF           |
| od 1 marca 2021 do 8 września 2023 wakat na stanowisku     |             |                                |                 |                   |                   |
| (5)                                                        |             | Kembo Mohadi (1949–)           | 8 września 2023 | nadal urzęduje    | ZANU–PF           |